# Festival du film italien de Villerupt 2016
Le Festival du film italien de Villerupt 2016, 39e édition du festival, s'est déroulé du 28 octobre 2016 au 13 novembre 2016.

## Déroulement et faits marquants
Le 11 novembre 2016, le palmarès est dévoilé. C'est le film Le ultime cose de Irene Dionisio remporte le prix principal, l'Amilcar du jury
.

## Jury
- Julie Gayet (présidente du jury), actrice
- Bernard Michaux, producteur
- Dominique Hennequin, réalisateur
- David Grumbach, producteur et distributeur de films
- Emma Luchini, réalisatrice et scénariste

## Sélection

### En compétition
- Al di là del Risultato d'Emanuele Gaetano Forte
- Due euro l'ora d'Andrea D’Ambrosio
- Fiore de Claudio Giovannesi
- I tempi felici verranno presto d'Alessandro Comodin
- In fondo al bosco de Stefano Lodovichi
- Indivisibili d'Edoardo De Angelis
- L'Affaire Pasolini (La macchinazione) de David Grieco
- La notte è piccola per noi de Gianfrancesco Lazotti
- La pelle dell'orso de  Marco Segato
- L'Affranchie (La ragazza del mondo) de Marco Danieli
- Le confessioni de Roberto Andò
- Le ultime cose de Irene Dionisio
- On l'appelle Jeeg Robot (Lo chiamavano Jeeg Robot) de Gabriele Mainetti
- Loro chi? de Fabio Bonifacci
- Loro di Napoli de Pierfrancesco Li Donni
- L'ultima spiaggia de Davide Del Degan et Thanos Anastopoulos
- Orecchie (it) d'Alessandro Aronadio
- Pericle il Nero de Stefano Mordini
- Piuma de Roan Johnson
- The Habit of Beauty de Mirko Pincelli
- Tommaso de Kim Rossi Stuart
- Un bacio de Ivan Cotroneo

### Hommage àFrancesco Rosi- Carte BlancheMichel Ciment
- Carmen
- Le Christ s'est arrêté à Eboli (Cristo si è fermato a Eboli)
- L'Affaire Mattei (Il caso Mattei)
- Main basse sur la ville (Le mani sulla città)
- Salvatore Giuliano
- Trois Frères (Tre fratelli)

## Palmarès[1]
- Amilcar du jury: Le ultime cose de Irene Dionisio
- Amilcar du jury jeunes: The habit of beauty de Mirko Pincelli
- Amilcar du jury de la critique: On l'appelle Jeeg Robot (Lo chiamavano Jeeg Robot) de Gabriele Mainetti
- Amilcar du jury des exploitants: Pericle il Nero de Stefano Mordini
- Amilcar du public: Piuma de Roan Johnson
- Amilcar de la ville: Roberto Andò